# Jan Bonneveld
Jan Bonneveld (Amsterdam, 12 maart 1909 – aldaar, 30 januari 1985) was een Nederlands voetballer en honkbalspeler.

## Biografie
Jan Bonneveld was de zoon van Gerardus Wilhelmus Bonneveld en Hendrika Maria van Dijk. Hij trouwde op 1 september 1937 met Boukje van der Goot.
Hij speelde van 1929 tot 1932 bij AFC Ajax als doelman. Van zijn debuut in het kampioenschap op 2 maart 1930 tegen Sparta tot zijn laatste wedstrijd op 24 april 1932 tegen Enschede speelde Bonneveld in totaal 40 wedstrijden in het eerste elftal van Ajax.

## Statistieken
| Club  | Seizoen | Competitie | Competitie | Beker | Beker | Totaal | Totaal |
| Club  | Seizoen | Wed.       | Dlp.       | Wed.  | Dlp.  | Wed.   | Dlp.   |
| ----- | ------- | ---------- | ---------- | ----- | ----- | ------ | ------ |
| Ajax  | 1929/30 | 2          | 0          | 2*    | 0     | 4      | 0      |
| Ajax  | 1930/31 | 17         | 0          | -     | -     | 17     | 0      |
| Ajax  | 1931/32 | 21         | 0          | 1     | 0     | 22     | 0      |
| Total | Total   | 40         | 0          | 3     | 0     | 43     | 0      |

- Alleen gegevens over het aantal competitieduels zijn bekend